# Lilia Čanyševová
Lilia Čanyševová (* 6. února 1982, Ufa, Sovětský svaz) je ruská auditorka a politička, bývalá přední spolupracovnice opozičního vůdce Alexeje Navalného. Dne 14. června 2023 byla odsouzena k 7,5 roku vězení za vyzývání k extremismu a vytvoření extremistické organizace.
Dne 1. srpna 2024 byla v rámci výměny vězňů mezi Ruskem a Západem propuštěna na svobodu. 

## Život
Čanyševová je absolventka předního ruského státního finančního institutu. Pracovala v mezinárodních účetních společnostech PricewaterhouseCoopers a Deloitte v Moskvě. Poté se vrátila do Ufy v rodném Baškortostánu. V roce 2017 začala řídit regionální pobočku Navalného Fondu boje s korupcí v Ufě.
V listopadu 2021 byla Čanyševová zadržena během zásahu proti Navalného politickým spojencům. Se zpětnou platností byla obviněna z extremismu. Dne 14. června 2023 byla odsouzena k 7,5 roku vězení. Soud jí také nařídil zaplatit pokutu ve výši 400 000 rublů (asi 100.000 korun).
Dne 1. srpna 2024 byla v rámci výměny vězňů mezi Ruskem a Západem propuštěna na svobodu. S dalšími 12 propuštěnými, mezi nimiž byli ruští opozičníci Vladimir Kara-Murza a Ilja Jašin nebo další spolupracovníci Navalného, odletěla do Německa, kde je přivítal kancléř Olaf Scholz.